# Plexo renal
El plexo renal se origina a partir de filamentos del plexo y los ganglios celíacos, de los ganglios aórtico-renales, de los nervios esplácnicos torácicos inferiores y del plexo aórtico.
Los nervios de estas fuentes, unos quince o veinte en número, desarrollan algunos ganglios.
El plexo ingresa en los riñones en ramas arteriales para inervar a los vasos, el glomérulo renal y los túbulos con ramas al plexo uretérico. Algunos filamentos se distribuyen al plexo espermático y, a la derecha, a la vena cava inferior.

## Imágenes adicionales

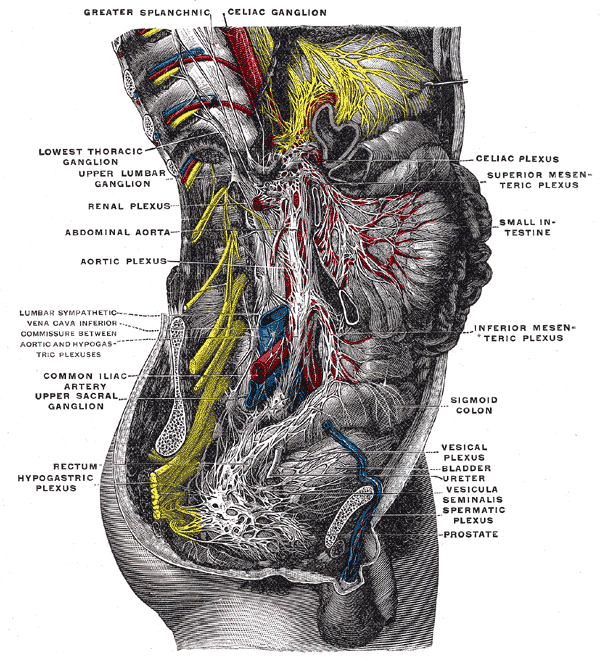
Mitad inferior de la cadena simpática derecha.